# La Puebla de Valverde
La Puebla de Valverde – gmina w Hiszpanii, w prowincji Teruel, w Aragonii, o powierzchni 282,78 km². W 2011 roku gmina liczyła 550 mieszkańców.